# Marcelo Cirino
Marcelo Cirino da Silva (Maringá, 22 de janeiro de 1992) é um futebolista brasileiro que atua como atacante. Atualmente defende o PSS Sleman.

## Carreira

### Athletico Paranaense
Começou nas categorias de base do Athletico Paranaense, marcando seu primeiro gol como profissional em 2009, contra o Fluminense, no Maracanã, numa derrota por 2 a 1. No ano seguinte, teve poucas chances no time principal do Furacão, voltando para o Sub-20 no mesmo ano.

### Vitória
Em março de 2011, assinou contrato de um ano com o Vitória e só marcou um gol pelo clube.

### Retorno ao Athletico Paranaense
Retornou ao Atlético Paranaense em 2012, sendo um dos destaques do time na campanha para volta a elite do futebol brasileiro, rendendo-lhe o quatro lugar na artilharia do campeonato, com 16 gols marcados.
Em 2013, destacou-se como um dos principais jogadores do clube, que foi finalista da Copa do Brasil e terceiro colocado no Campeonato Brasileiro, qualificando-se para a Copa Libertadores da América de 2014. Sua performance lhe rendeu o título de revelação do Brasileirão.
No amistoso de reinauguração do estádio Arena da Baixada, que foi utilizado durante a Copa do Mundo FIFA de 2014 realizada no Brasil, marcou o primeiro gol oficial da Arena após a reforma. Mas o seu gol não foi suficiente e o time paranaense acabou perdendo o jogo por 2 a 1 para o Corinthians. Esta partida ocorreu em 14 de maio de 2014.

### Flamengo
Em 29 de dezembro de 2014, com ajuda de um grupo de investidores da Doyen Group, foi contratado pelo Flamengo por três temporadas. Estreou pelo clube carioca numa amistoso realizado contra o Shakhtar Donetsk no Estádio Mané Garrincha. Marcou seu primeiro gol pelo rubro-negro na goleada por 4 a 0 diante do Barra Mansa em partida válida pelo Campeonato Carioca.
Até o final de março de 2015, foi considerado pelo "índice Footstats" o melhor jogador do Campeonato Carioca. O índice leva em consideração todos os números do jogador no Estadual e ate aquele momento, ele tinha um total de 132.6 pontos, nove a frente do segundo colocado. Apesar de não ter conquistado o título, conquistou a artilharia da Taça Guanabara, com nove gols ao lado de outros três jogadores, entre eles Alecsandro, também do Flamengo.
Em maio de 2015, o departamento médico do Flamengo vetou as participações do atacante, isso em conta de um exame de imagem que apontou um edema na sua coxa esquerda. Por causa desse problema, não pôde atuar na 2ª e na 3ª rodada do Brasileirão, e também no jogo de ida da terceira fase da Copa do Brasil contra o Náutico.
Cirino sofreu uma lesão no músculo adutor da coxa esquerda durante o treino fechado do dia 30 de julho, e desfalcou o rubro-negro no duelo da 16ª rodada, contra o Santos, pelo Campeonato Brasileiro.
Em outubro, o jogador chegou a ser afastado pela diretoria do Flamengo, após a polêmica com o chamado "Bonde da Stella". Ao somar a polêmica com as más atuações, as lesões e tudo indicava que ele sairia do clube. e a chegada do técnico Muricy Ramalho à Gávea, que bancou a permanência do atacante no clube, novamente ganhou confiança e a titularidade na equipe.
| “ | A chegada do Muricy me deu uma confiança muito grande e os meus companheiros também vêm me ajudando. Por isso as coisas estão caminhando da melhor maneira possível. | ” |

Em 30 de março de 2016, após 21 clássicos disputados em toda a sua carreira (7 pelo Atlético-PR e 14 pelo Flamengo), finalmente marcou seu primeiro gol em clássicos, na partida Flamengo 1 a 1 Vasco da Gama, disputado em Brasília.. Seu último gol pelo clube, foi contra o Santa Cruz, na vitória Rubro Negra por 3 a 0 pelo Brasileirão 2016.

### Internacional
Em 24 de abril de 2017, se transferiu para o Internacional. Mas o seu baixo rendimento no clube, fez com que perdesse espaço no time titular e foi transferido para o futebol árabe.

### Al-Nasr
Sem espaço no Internacional, o atacante foi emprestado ao Al Nasr, dos Emirados Árabes. Nos Emirados, marcou logo na estreia pelo clube, em jogo contra o Ajman Club pela Copa da Liga, no dia 9 de setembro.

### Novo retorno ao rubro negro paranaense
Em julho de 2018, o Athletico Paranaense repatriou o atacante. Aos 26 anos, o jogador voltou ao Furacão, onde foi revelado, e assinou contrato por três anos e meio.
Em outubro de 2019, em entrevista ao Esporte Espetacular, o atacante Marcelo Cirino afirmou que não permaneceria no Athletico em 2020.
| “ | É difícil falar, é o final de uma história, são 11 anos aqui. É hora de o Marcelo seguir outros caminhos, outros desafios. | ” |

Neste retorno, o atacante foi campeão da Copa Sul-Americana de 2018 e da Copa do Brasil de 2019.

### Chongqing Lifan
Em janeiro de 2020, foi anunciado como novo reforço do Chongqing Lifan, clube que joga a Superliga Chinesa. Marcelo Cirino fez sua estreia pelo clube no dia 7 de agosto, em um empate diante ao Hebei.
Marcou seu primeiro gol no dia 21 de agosto, ajudando assim o seu time a vencer o Cangzhou Mighty Lions, por 1-0.
Em sua curta passagem pelo clube chinês, o atacante esteve presente em 16 jogos. Nessas partidas Marcelo Cirino balançou as redes em 5 oportunidades, além de dar 3 assistências.

### Bahia
Depois de rescindir com o Chongqing Lifan, o atacante assinou com o Bahia um vínculo válido até o fim de 2023.
A passagem do atacante pelo Esquadrão começou em setembro de 2021, mas, se recuperando de problemas físicos e sem jogar há um ano, Cirino precisou fazer um longo processo de recuperação e só foi foi para o banco no início de dezembro.
Depois de 435 dias longe dos gramados, Marcelo Cirino fez sua estreia pelo Bahia em jogo válido pela segunda rodada do Campeonato Baiano, em um empate diante do UNIRB, na Arena Fonte Nova.
Ao todo, foram oito partidas de Cirino pelo Bahia, com apenas duas titularidades e dois gols. Sua despedida aconteceu no dia 19 de fevereiro de 2022, na derrota por 3-1 para o Fortaleza.

### Terceiro retorno ao Athletico Paranaense
Em março de 2022, o Athletico Paranaense anunciou o retorno do atacante. O jogador chegaria para sua terceira passagem com a camisa rubro-negra, assinando um vínculo até o final de 2023.
Cirino estava fora dos planos do Athletico desde setembro de 2023. Ele foi afastado por problemas relacionados a comportamento. O atacante jogou pela última vez com a camisa do Athletico na vitória sobre o Bolívar, em agosto de 2023, na eliminação do Furacão na Libertadores.
| “ | Depois de tudo que vivi com esta camisa, o sentimento que fica no final é de gratidão. Foram momentos marcantes e que nunca serão apagados. Nem da minha memória e muito menos da história do Athletico. Tive o privilégio de participar dessa transformação e da mudança de patamar do Clube, temido hoje em todas as competições que disputa. O respeito que tive nestes 16 anos, desde a minha chegada, seguirão para sempre. Obrigado, Athletico Paranaense. Saudações rubro-negras. | ” |

### Operário-PR
Marcelo Cirino foi anunciado pelo Operário-PR no dia 11 de janeiro de 2024 e estreou com a camisa alvinegra no dia 28 do mesmo mês, no na derrota para o Coritiba por 4-0, em jogo válido pela oitava rodada do Campeonato Paranaense, no Couto Pereira.
No dia 12 de agosto, o Operário anunciou o desligamento do atacante Marcelo Cirino em comum acordo depois de 13 jogos e um gol com a camisa do Fantasma.

### PSS Sleman
Em janeiro de 2025, o atacante Marcelo Cirino foi anunciado como novo reforço do PSS Sleman, da Indonésia.

## Seleção Brasileira

### Sub-17
Durante os anos de 2008 e 2009, o jogador foi convocado para a Seleção Brasileira Sub-17 na preparação do Campeonato Sul-Americano Sub-17 de 2009.

### Sub-18
Em 2011, foi convocado pelo treinador Ney Franco para a Seleção Brasileira Sub-18, onde disputou a Copa Internacional do Mediterrâneo da categoria.

## Estilo de jogo
Marcelo tem como principais características a velocidade, a explosão física e a finalização, destacando-se pelos dribles rápidos dados pelos lados do campo. Segundo o comentarista e ex-atacante Caio Ribeiro, Cirino é "um estilo de atacante diferente, raro hoje em dia. Um velocista que não é burro."
Quando chegou no Flamengo, os membros da comissão técnica do clube se surpreenderam positivamente não só com a velocidade para piques curtos, como também na chamada resistência de velocidade. Ou seja, o quanto ele consegue suportar um ritmo de alta intensidade. Sua força física foi outra coisa que lhe rendeu elogios. Ele chega a atingir uma velocidade superior a 30km/h, quando a média de velocidade máxima de um jogador em campo é entre 27 e 28km/h. Nos tiros de 20 metros, o atacante já marcou o tempo de 2,2s, quando a média de atletas considerados rápidos é de 2,4s. De acordo com o fisiologista Claudio Pavanelli, Marcelo tem duas características favoráveis à velocidade: a condição genética, uma vez que o grande velocista tem fibras musculares diferenciadas, e a biomecânica, pois é alto e magro.
Quando defendeu as cores do Atlético-PR e do Vitória, Marcelo atuou sempre como ala, ou como segundo atacante, fazendo o papel apenas de um atacante driblador e veloz. Jogando assim, ele marcou apenas 41 gols em cinco anos (desde 2009, quando subiu aos profissionais, até 2014, última temporada no time paranaense).
Suas arrancadas desconcertantes o colocaram como o principal alvo durante o Campeonato Brasileiro de 2014. Segundo dados do GloboEsporte.com, Cirino foi o jogador que mais sofreu faltas na competição, sendo parado pelas defesas adversárias em 114 vezes — uma média de 3,45 faltas sofridas por confronto, ou 21% do total de 543 faltas sofridas pelo Furacão durante todo o campeonato. Ele terminou o campeonato com 39 dribles, e 27 finalizações.
Quando chegou ao Flamengo, o técnico da equipe na época, Vanderlei Luxemburgo, optou por escalá-lo mais centralizado, próximo ao gol, como um autêntico centroavante. Esse novo posicionamento gerou algumas críticas por parte da imprensa e da torcida, pois Marcelo era visto apenas como um atacante driblador e veloz, e não como um artilheiro. Na concepção de Luxemburgo, explorar sua arrancada mais próximo da área é mais vantajoso que com ele distante.
| “                                                                                                   | Eu coloquei o Marcelo Cirino para jogar por dentro porque ele não é um jogador habilidoso. Ele é um velocista, com um poder de finalização, de chegada ao gol, muito rápido. Quando fica do lado, o gol fica muito distante dele. O Willian, Oscar, Neymar, Cristiano Ronaldo podem funcionar do lado porque, quando eles pegam a bola, têm habilidade, técnica para ir conduzindo. Se eu aproximar ele da área, na hora que lançam a bola para ele, em 10 metros, ele chega na cara do gol com uma facilidade muito grande. É muita explosão. | ” |
| — Vanderlei Luxemburgo explicando o motivo de ter colocado Marcelo para jogar mais próximo da área. | |   |

Luxemburgo, porém, criticou o chamado "faro de artilheiro" de Cirino. Segundo o treinador, "ele finaliza mal, não cabeceia bem. Precisa testar com mais firmeza." Um exemplo desta falta de "faro de gol" pôde ser comprovada no jogo contra o Barra Mansa. Ele recebeu a bola sozinho dentro da área, mas preferiu tocar para o companheiro. "O Marcelo Cirino optou em dar a bola para o Alecsandro. Foi muito bacana, mas ele tem que ter ambição de fazer o segundo, o terceiro... Artilheiro tem que querer fazer gol, ter vontade de fazer gol. Se ele não passasse a bola, eu também ia achar normal. Não quero que ele se acostume a ser garçom como no Atlético-PR. Quero ele com a ambição de fazer gol."

## Estatísticas
Atualizadas até 10 de novembro de 2020

### Clubes
| Clube               | Temporada         | Campeonato nacional | Campeonato nacional | Campeonato nacional | Copa nacional[a] | Copa nacional[a] | Copa nacional[a] | Competições continentais[b] | Competições continentais[b] | Competições continentais[b] | Outros torneios[c] | Outros torneios[c] | Outros torneios[c] | Total | Total | Total   |
| Clube               | Temporada         | Jogos               | Gols                | Assist.             | Jogos            | Gols             | Assist.          | Jogos                       | Gols                        | Assist.                     | Jogos              | Gols               | Assist.            | Jogos | Gols  | Assist. |
| ------------------- | ----------------- | ------------------- | ------------------- | ------------------- | ---------------- | ---------------- | ---------------- | --------------------------- | --------------------------- | --------------------------- | ------------------ | ------------------ | ------------------ | ----- | ----- | ------- |
| Atlético Paranaense | 2009              | 4                   | 1                   | 0                   | —                | —                | —                | —                           | —                           | —                           | —                  | —                  | —                  | 4     | 1     | 0       |
| Atlético Paranaense | 2010              | 10                  | 0                   | 1                   | 3                | 0                | 0                | —                           | —                           | —                           | 9                  | 2                  | 0                  | 22    | 2     | 1       |
| Atlético Paranaense | 2012              | 30                  | 16                  | 4                   | 0                | 0                | 0                | —                           | —                           | —                           | 9                  | 1                  | 0                  | 39    | 17    | 4       |
| Atlético Paranaense | 2013              | 31                  | 7                   | 6                   | 11               | 2                | 1                | —                           | —                           | —                           | 5                  | 0                  | 0                  | 47    | 9     | 7       |
| Atlético Paranaense | 2014              | 33                  | 5                   | 4                   | 2                | 1                | 0                | 4                           | 0                           | 1                           | 1                  | 1                  | 0                  | 40    | 7     | 5       |
| Atlético Paranaense | 2018              | 17                  | 4                   | 0                   | —                | —                | —                | 10                          | 2                           | 2                           | —                  | —                  | —                  | 27    | 6     | 2       |
| Atlético Paranaense | 2019              | 30                  | 9                   | 2                   | 7                | 0                | 1                | 8                           | 0                           | 1                           | 1                  | 1                  | 1                  | 46    | 10    | 5       |
| Atlético Paranaense | Total             | 155                 | 42                  | 17                  | 23               | 3                | 2                | 22                          | 2                           | 4                           | 25                 | 5                  | 1                  | 225   | 52    | 24      |
| Vitória             | 2011              | 15                  | 1                   | 0                   | —                | —                | —                | —                           | —                           | —                           | 0                  | 0                  | 0                  | 15    | 1     | 0       |
| Vitória             | Total             | 15                  | 1                   | 0                   | 0                | 0                | 0                | 0                           | 0                           | 0                           | 0                  | 0                  | 0                  | 15    | 1     | 0       |
| Flamengo            | 2015              | 21                  | 1                   | 2                   | 5                | 1                | 2                | —                           | —                           | —                           | 22                 | 9                  | 5                  | 48    | 11    | 9       |
| Flamengo            | 2016              | 24                  | 2                   | 0                   | 4                | 2                | 0                | 3                           | 1                           | 0                           | 20                 | 8                  | 2                  | 51    | 13    | 2       |
| Flamengo            | 2017              | —                   | —                   | —                   | —                | —                | —                | 1                           | 0                           | 0                           | 4                  | 0                  | 0                  | 5     | 0     | 0       |
| Flamengo            | Total             | 45                  | 3                   | 2                   | 9                | 3                | 2                | 4                           | 1                           | 0                           | 46                 | 17                 | 7                  | 104   | 24    | 11      |
| Internacional       | 2017              | 9                   | 1                   | 1                   | 2                | 0                | 0                | —                           | —                           | —                           | —                  | —                  | —                  | 11    | 1     | 1       |
| Internacional       | Total             | 9                   | 1                   | 1                   | 2                | 0                | 0                | 0                           | 0                           | 0                           | 0                  | 0                  | 0                  | 11    | 1     | 1       |
| Al-Nasr             | 2017–18           | 19                  | 10                  | 3                   | 6                | 3                | 0                | —                           | —                           | —                           | —                  | —                  | —                  | 25    | 13    | 3       |
| Al-Nasr             | Total             | 19                  | 10                  | 3                   | 6                | 3                | 0                | 0                           | 0                           | 0                           | 0                  | 0                  | 0                  | 25    | 13    | 3       |
| Chongqing Lifan     | 2020              | 16                  | 5                   | 6                   | 0                | 0                | 0                | —                           | —                           | —                           | —                  | —                  | —                  | 16    | 5     | 6       |
| Chongqing Lifan     | Total             | 16                  | 5                   | 6                   | 0                | 0                | 0                | 0                           | 0                           | 0                           | 0                  | 0                  | 0                  | 16    | 5     | 6       |
| Bahia               | 2021              | 0                   | 0                   | 0                   | —                | —                | —                | —                           | —                           | —                           | —                  | —                  | —                  | 0     | 0     | 0       |
| Bahia               | Total             | 0                   | 0                   | 0                   | 0                | 0                | 0                | 0                           | 0                           | 0                           | 0                  | 0                  | 0                  | 0     | 0     | 0       |
| Total na carreira   | Total na carreira | 259                 | 62                  | 24                  | 40               | 9                | 4                | 26                          | 3                           | 4                           | 71                 | 22                 | 8                  | 396   | 96    | 40      |

- a. ^ Jogos da Copa do Brasil, Etisalat Emirates Cup e Copa da Chinal
- b. ^ Jogos da Copa Libertadores da América,  Copa Sul-Americana e Recopa Sul-Americana
- c. ^ Jogos do Campeonato Paranaense, Campeonato Baiano, Marbella Cup, Amistoso, Campeonato Carioca, Granada Cup, Super Series, Troféu Asa Branca,  Primeira Liga do Brasil e Copa Suruga Bank

## Títulos
Athletico Paranaense
- Campeonato Paranaense: 2009, 2018, 2019, 2020 e 2023
- Marbella Cup: 2013
- Taça Caio Júnior: 2018
- Copa Sul-Americana: 2018
- Levain Cup/CONMEBOL: 2019
- Copa do Brasil: 2019

Flamengo
- Campeonato Carioca: 2014 e 2017
- Torneio Super Clássicos: 2014 e 2015
- Torneio Super Series: 2015
- Troféu Carlos Alberto Torres: 2017

Internacional
- Recopa Gaúcha: 2017

Bahia
- Copa do Nordeste: 2021

Seleção Brasileira
- Copa 2 de Julho: 2009
- Campeonato Sul-Americano Sub-17: 2009
- Copa Internacional do Mediterrâneo: 2011

### Prêmios individuais
- Artilheiro da Taça Guanabara de 2015 (9 gols)
- Eleito para a Seleção do Campeonato Carioca de 2015[36][37]
- Revelação do Campeonato Brasileiro de Futebol de 2013